# 퐁트누아 전투
퐁트누아 전투(Battle of Fontenoy)는 오스트리아 왕위 계승 전쟁의 일환으로 1745년 5월 11일 벌어져 프랑스군이 영국-네덜란드-하노버 군이 연합한 "국본군"(국사군, Pragmatic Army)
을 격파하였다. 이 전투는 오늘날 벨기에인 오스트리아령 네덜란드에 있는 퐁트누아 근교에서 벌어졌다.

## 사전의 움직임

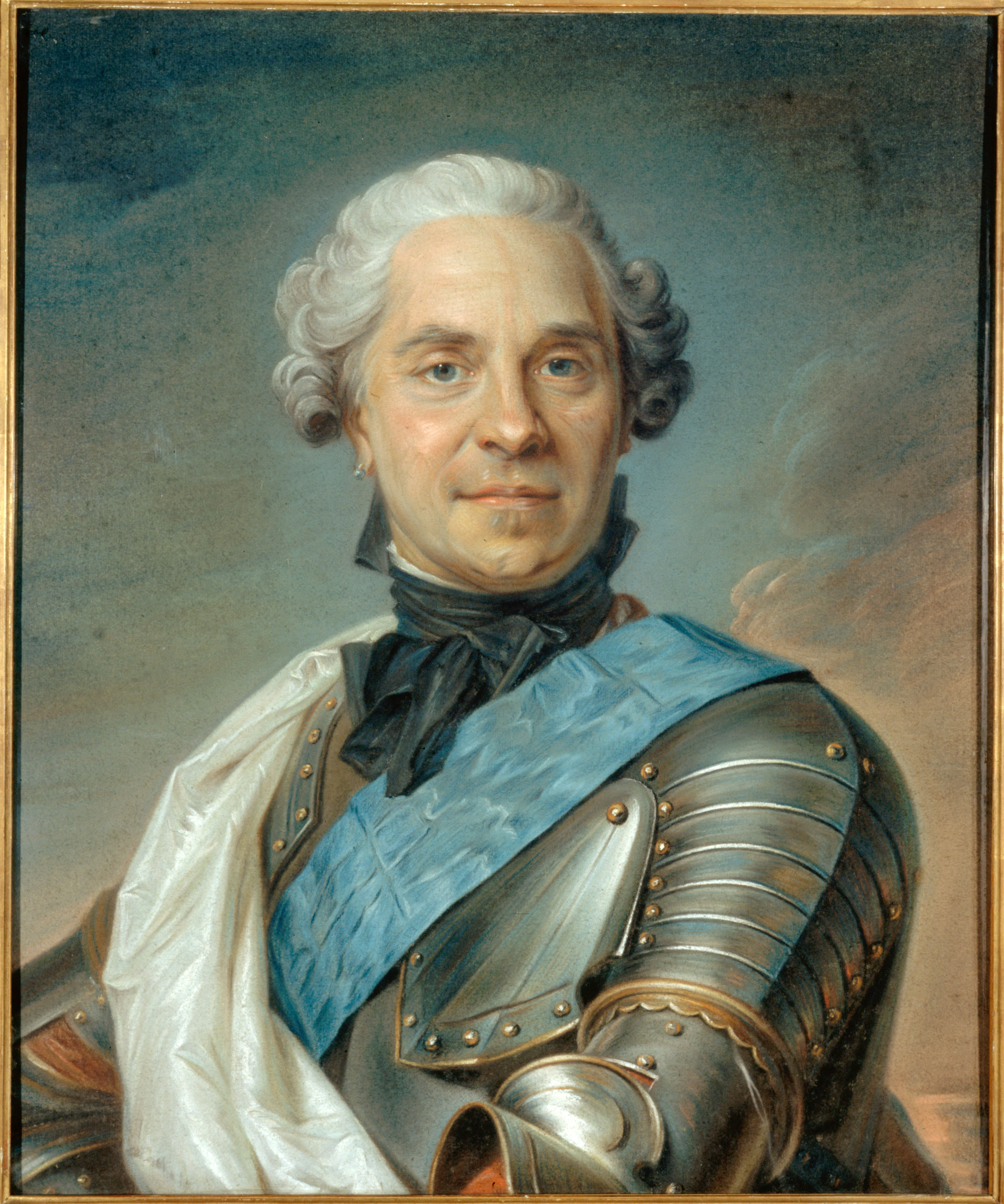
모리스 드 삭스

모리스 드 삭스(Maurice de Saxe) 원수 휘하의 프랑스군은 몽스(Mons)시로 진군하는 시늉을 보여 동맹군을 속이려 했고, 이 작전은 성공하여 동맹군은 진로를 바꿔버린다. 드 삭스 원수는 주력을 이끌고 네덜란드군 7,000명이 지키고 있던 투르네(Tournai)로 진군해 이곳을 포위하였다. 프랑스군이 투르네를 공략하자 동맹군은 플랑드르(Flanders)의 입구 역할을 하는 이 도시를 구원하기 위해 허겁지겁 달려갔다. 컴벌랜드 공작(Duke of Cumberland) 휘하의 영국과 하노버, 네덜란드와 오스트리아군은 투르네로 진군하였다. 동맹군은 당시 국본군(국사군, Pragmatic Army)이라 알려졌는데, 이는 동맹군이 마리아 테레지아를 신성로마제국의 여제로 인정하는 1713년의 국사조칙(국본조칙)을 지지하는 나라들로 구성되어 있었기 때문이었다.

## 전투

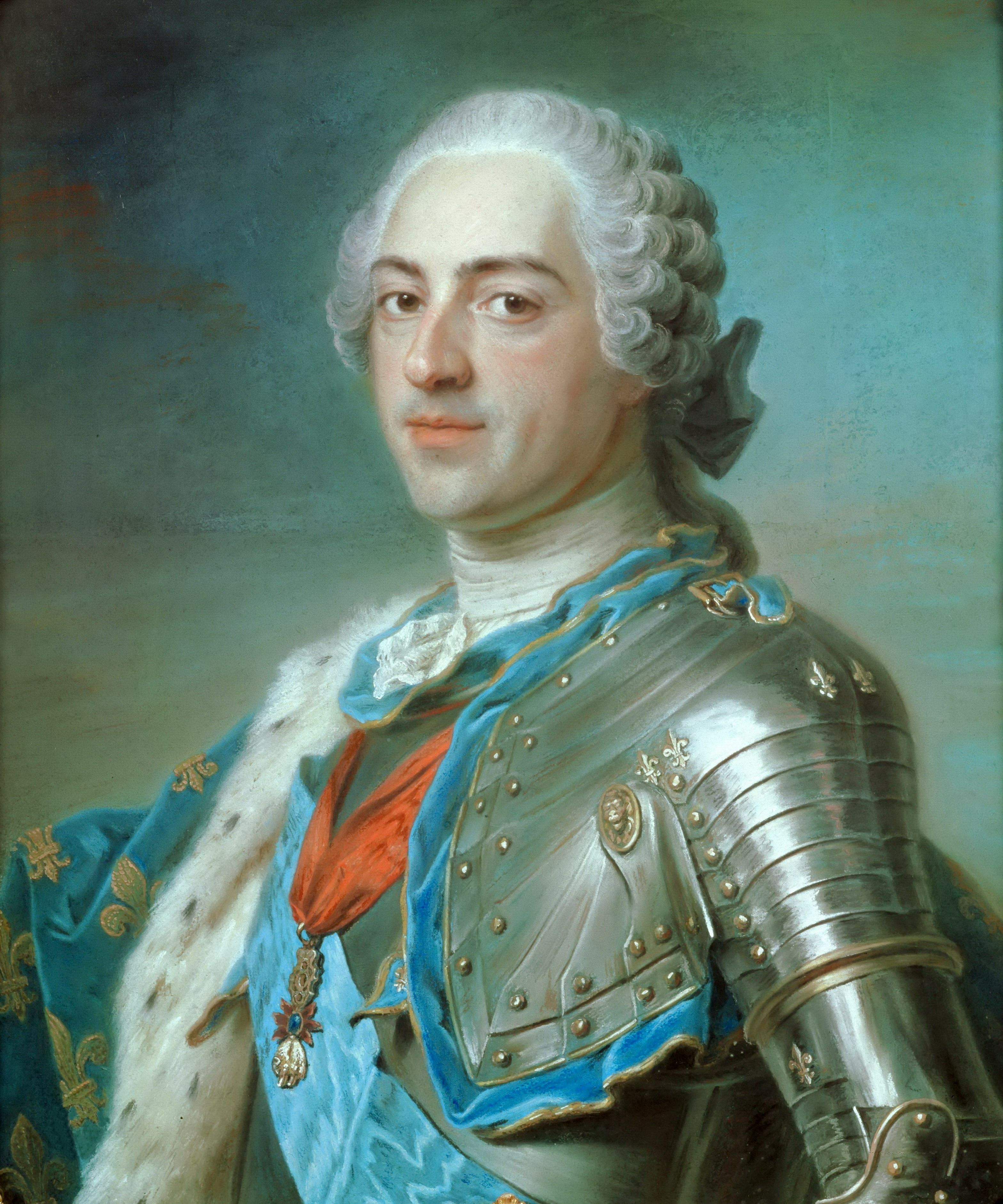
루이 15세

삭스 원수는 영국군 보병대보다 질이 떨어지는 프랑스 보병대의 단점을 보완하기 위해 프랑스군을 완만한 언덕에 배치하여 강력한 진형을 구성하였다. 프랑스의 왕 루이 15세(Louis XV of France) 역시 퐁트누아의 전장에 있었다. 프랑스군 전열은 퐁트누아 마을과 직각을 이루는 상태로 배치되었는데, 이는 요새화되어 있지 않은 부분을 프랑스군이 방어하여, 적군과 맞닿아 있는 요새화된 부분을 지원하기 위해서였다. 퐁트누아의 양 측면은 보루와 임시 요새들로 방어가 강화된 상황이었다. 프랑스군의 우익은 쉘트(Scheldt)강변 옆에 있는 안토잉(Antoing)마을에서, 좌익은 르 부아 드 바리(Le Bois de Barry)숲에서 대기하고 있었다. 삭스 원수는 일부러 퐁트누아와 숲 사이에 동맹군이 공격해 들어올 수 있는 루트가 될 빈 공간을 만들었다.
국본군은 오스트리아 부대를 지휘하는 코닝세크 원수(Marshall Koningseck)로 하여금 안토잉 마을을 향해 진군하게 하였고, 발데크 공으로 하여금 네덜란드와 컴벌랜드 군을 이끌고 퐁트누아로 진군하게 하였다. 이러는 동안 15,000명의 군대와 20문의 대포로 구성된 영국과 하노버의 주력부대는 숲과 퐁트누아 사이의 빈 공간으로 침투해 들어가기 시작했다. 영국군 좌익을 이끌고 발데크 공이 퐁트누아에 감행한 두 번의 공격은 격퇴당했고, 영국군 우익의 인골즈비(Ingoldsby) 역시 프랑스군의 보루 되(d'Eu)를 공격하여 탈취하는데 실패하였다. 되레 영국군은 측면을 적의 포격에 노출시키게 되었다.

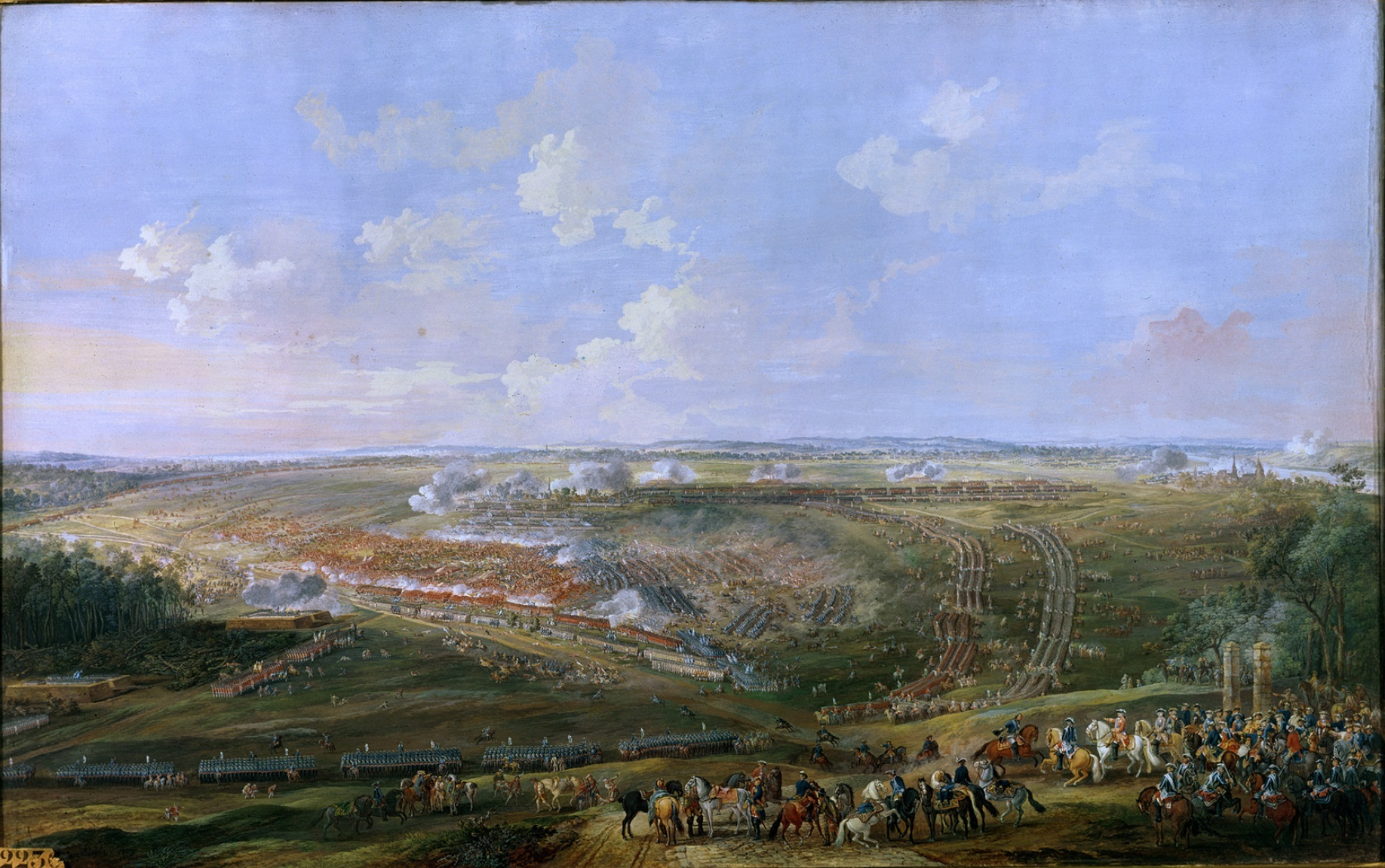
반 블라세렌베르케의 퐁트누아 전투

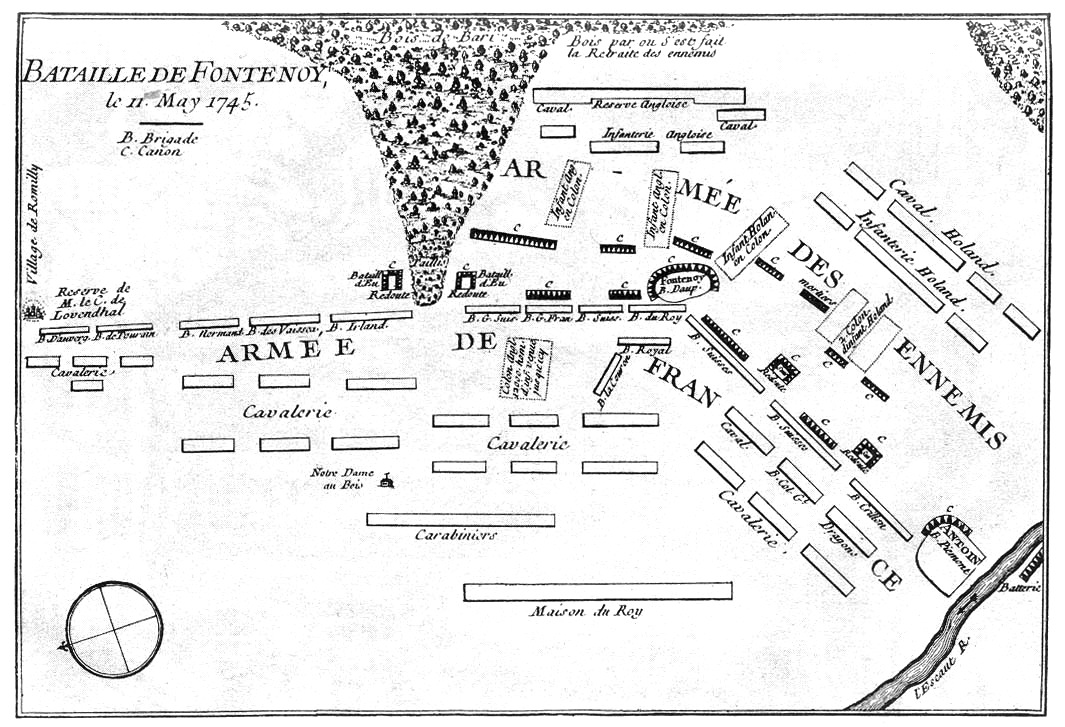
퐁트누아 전투 양군 배치도

예상과는 다르게 영국군 우익은 근위보병대가 선봉에 선 잉글랜드 부대가 담당하고 좌익은 하노버 부대가 담당한 지옥의 종대(Infernal Column)라 알려진 크고, 깊은 종대를 이룬 상태로 퐁트누아를 지나쳤다. 보병대의 두 종대는 그들이 앞으로 향할 때 압착되어 3열의 종대로 변화하였다. 종대 좌익에 위치한 하노버군의 대다수는 퐁트누아의 공격으로부터 피하기 위해 3번째 열을 이루었다. 처음 잘 훈련된 동맹군의 보병대는 종대의 측면이 노출되었음에도 충분히 대응할 수 있었다. 그러나 삭스 원수는 이미 이 정도는 감안하고 있었다. 프랑스와 스위스부대가 영국과 하노버 군에 강습을 벌인 이후에 계속적으로 동맹군에 일제사격을 가하였다. 삭스 원수는 기병대와 보병대로 계속 공격을 가하였다. 이러한 공격은 영국 부대가 담당하고 있는 오른쪽에는 아일랜드 여단의 와일드 기즈(Wild Geese)가, 하노버 군이 담당한 좌익에는 스위스 근위대가, 종대의 전위에는 프랑스 근위대 가 마지막으로 메종 드 루아(Maison du Roi)의 기병대가 격렬한 돌격을 감행했을 때 극에 달했다. 전투는 치열한 근접전이었고, 200명 이상이 전사하고 322명의 피해를 입은 로열 웨일즈 퓨질리어(Royal Welsh Fusiliers) 연대와 같은 일부 영국군 연대는 전력의 반 이상을 상실하였다. 프랑스군의 반격은 영국군 종대를 붕괴시켰을 때에야 멈췄고, 프랑스군은 이로써 전장을 완전히 장악할 수 있었다.

## 영향
이 전투의 승리로 프랑스군은 투르네 공성전을 성공으로 이끌 수 있었으며, 1745년의 나머지 나날들 동안 플랑드르의 수많은 마을들을 함락시킬 수 있었다. 이때 프랑스 군은 오우데나르데(Oudenarde), 브뤼주(Bruges), 겐트(Ghent), 니우포르트(Nieuport), 그리고 오스텐더(Ostende)와 같은 도시들을 함락시켰고, 이곳들을 지키던 영국 근위 보병연대(Foot Guards)의 대대들과 4,000명의 수비병 모두 항복하고 말았다. 덧붙여, 삭스 원수의 승리는 영국 내부의 재커바이트(Jacobite 스튜어트 왕가 지지자들)들을 고무시켜 젊은 왕위요구자 보니 프린스 찰리(Bonnie Prince Charlie)가 이끄는 45년 재커바이트의 반란(Jacobite rising, the Forty-Five)을 일으키게 하였다. 보니 프린스 찰리가 이끄는 소규모의 군대는 스코틀랜드로 돌아가 잉글랜드를 공격하였다. 그는 6,000명을 제외한 모든 영국군 병력이 대륙으로 이동하였고, 그나마도 최근 퐁트누아에서 완패했기 때문에 자신은 성공할 수밖에 없다고 믿었다. 보니 프린스 찰리는 돌아간 뒤 스코틀랜드 인들과 힘을 합쳐 프레스턴팬스 전투(Battle of Prestonpans)에서 놀라운 승리를 거두었고, 이 전투로 인해 컴벌랜드 공작은 재커바이트 반란에 대응하기 위해 군대를 영국으로 돌릴 수밖에 없었다. 대륙에서 영국군이 철수하자 삭스 원수는 저지대에서 겨울 전역을 개시하여 브뤼셀, 앤트워프(Antwerp), 몽스(Mons) 그리고 샤를루아와 같은 도시들을 함락시켰다.

## 일화

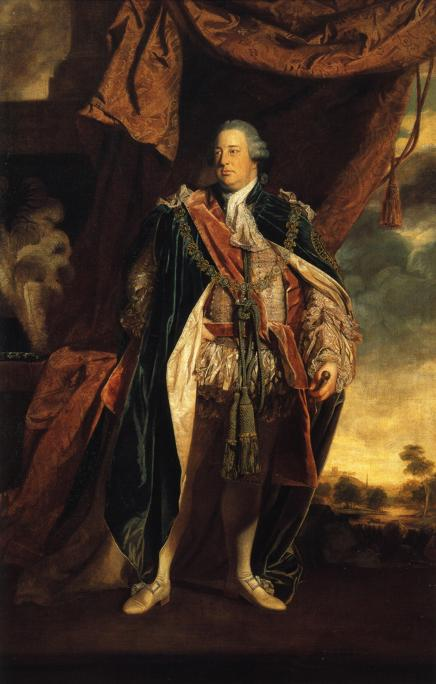
컴벌랜드 공작

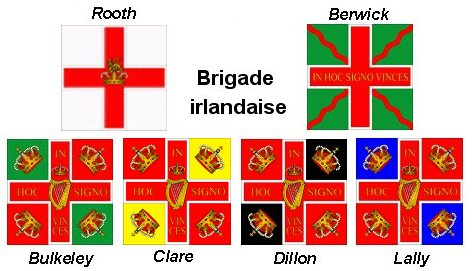
프랑스 아일랜드 여단의 깃발

- 피츠 제임스 호스 뿐만이 아니라 클라레, 랠리(Lally), 딜론(Dillon), 베릭(Berwick), 루스(Ruth), 버클리(Bulkeley) 연대로 구성된 아일랜드 여단은 영국이 리머릭 조약(Treaty of Limerick)을 파기하자, 프랑스군에 합류하고 페날 법(penal laws)의 영향을 받게 되었다. 이들은 전투에서 뛰어난 용맹을 보여주었는데, 버클리 연대의 하사관은 영국군의 콜드스트림 근위연대(Coldstream Guards)로부터 군기를 탈취하기도 했고[21], Cuimhnidh ar Luimneach agus ar feall na Sasanach![22].라는 전투 함성을 지르며 영국군에 돌격하여 격퇴시키기도 하였다. 전투에서 이들의 역할은 아일랜드와 벨기에 우체국의 우표발행 250주년 기념우표의 디자인으로 채택되는 영광을 누리기도 하였다. 후에 "퐁트누아를 기억하라(Remember Fontenoy!)"는 전투함성은 미국 남북전쟁 때 제69 뉴욕 연대와 아일랜드 여단에서 사용되었다.[23]

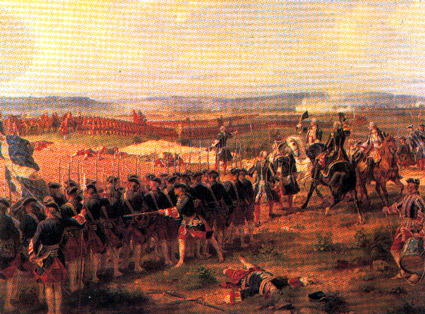
찰스 헤이 경의 이야기를 다룬 그림

- 제1 근위보병 연대(1st Foot Guards)의 사령관 찰스 헤이 경(Sir Charles Hay)과 관련된 유명한 일화가 있다. 영국군이 경사의 끄트머리에 도달했을 때 프랑스군의 보병과 만나게 되었다. 제1 근위 보병 연대 부대는 가르데 프랑수아와 만나게 되었다. 프랑스 연대는 데팅겐 전투에서 그랬던 것처럼 행동하였고, 프랑스군은 퇴각에 서두르다보니 보트 하나가 반 토막이 나버려 많은 병사들이 수장 당하게 되었다.

찰스 헤이 경은 이때 냉소적으로 자신의 모자를 벗으며 프랑스 장교에게 예의를 갖춘 인사를 하며 다음과 같이 말했다고 한다. "저희는 영국군 근위보병 연대입니다. 저희는 데팅겐에서의 당신들을 기억하고 있으며, 당신들은 이미 마인강에서 수영을 했기 때문에 쉘트 강에서도 수영을 잘 할 수 있을 것이라고 생각합니다."
볼테르에 따르면 다른 이야기가 전해지는데 찰스 헤이 경은 "프랑스 근위 연대의 신사들이여 먼저 사격하시오" 이에 프랑스 장교 드 안테로셰 백작은 "말씀은 고맙네만 우리는 먼저 사격하지 않겠소. 그쪽이 먼저 사격하시오."라고 대답했다고 한다.

## 참조
- Browning, Reed.The War of the Austrian Succession. St. Martin's Press, New York, (1993): ISBN 0-312-12561-5
- Chandler, David. The Art of Warfare in the Age of Marlborough. Spellmount Limited, (1990): ISBN 0-946771-42-1
- Duncan, Francis. History of the Royal Regiment of Artillery, London, 1879, Vol.1.
- Hamilton, Lieutenant-General F.W..Origin and History of the First or Grenadier Guards, London, 1874, Vol. II.
- Mackinnon, Daniel. Origin and services of the Coldstream Guards, London 1883, Vol.1.
- O'Callaghan, John Cornelius. History of the Irish Brigades in the Service of France, London, 1870.
- Skrine, Francis Henry.Fontenoy and Great Britain's Share in the War of the Austrian Succession 1741-48. London, Edinburgh, 1906.
- Smollett, Tobias. History of England, from The Revolution to the Death of George the Second, London, 1848, Vol.II.
- Stanhope, Phillip Henry, Lord Mahon. History of England From the Peace of Utrecht to the Peace of Versailles., Boston, 1853, Vol.III.

## 퐁트누아에 대한 소설
- 로버트 루이스 스티븐슨(Robert Louis Stevenson)의 소설 보물섬(Treasure Island)에서 치안판사 존 트렐로니(John Trelawney; 보물찾기의 제안자)의 의사이자 친구인 닥터 리브시(Dr. Livesey)가 여행에 대한 짧은 이야기를 꺼냈을 때 퐁트누아에서 싸웠던 기억을 얘기했다.
- 리암 맥코일(Liam Mac Cóil)의 소설 퐁트누아에서 아일랜드 여단(정확히는 와일드 기즈)에 있던 젊은 아일랜드인 지휘관 Seán Ó Raghallaigh의 관점으로 전투에 대한 이야기를 다시 설명했다.
- 1938년 소설 "전투의 날"(A Day of Battle)에서 빈센트 쉬이언(Vincent Sheean)은 여러 관점(볼테르의 관점도 포함)에서 전투에 대해 이야기했다.